# Hedychium gratum
Hedychium gratum är en enhjärtbladig växtart som beskrevs av Nathaniel Wallich och Voigt. Hedychium gratum ingår i släktet Hedychium och familjen Zingiberaceae. Inga underarter finns listade i Catalogue of Life.